# Ford 4-AT Tri-Motor
Ford 4-AT Tri-Motor byl americký dopravní letoun, který se vyráběl od roku 1926. Stroj byl znám pod přezdívkou Tin Goose (Plechová husa).

## Vývoj
Ford 4-AT Tri-Motor byl první skutečně obchodně úspěšnou konstrukci dopravního letounu Ford. Předcházely mu jednomotorové Air Sedan, Air Pullman a 2-AT Air Transport a třímotorový Stout 3-AT Air Pullman, což byl vysloveně nezdařený stroj, který si vysloužil přízvisko Monstrosity. Jeho prototyp shořel při požáru, který vypukl v továrně za neobjasněných okolností.
Konstrukce nového letounu Ford 4-AT se ujal šéfkonstruktér Harold Hicks a jedním z členů jeho týmu byl i mladý James S. McDonnell. Prototyp (registrace NC2435) třímotorového celokovového hornoplošníku pro deset cestujících, s prozatím ještě otevřenou kabinou dvoučlenné osádky, poprvé vzlétl 11. června 1926 z Fordova letiště v Dearbornu.
Prvních třináct sériových strojů (již měly plně zakrytou pilotní kabinu) verze Ford 4-AT-A poháněly hvězdicové motory Wright J-4 o výkonu po 200 hp (149 kW).
Patrně nejznámějším strojem Ford 4-AT se stal letoun verze 4-AT-B (nesoucí imatrikulaci NX4542) Byrdovy antarktické expedice pokřtěný Floyd Bennett, se kterým Richard Evelyn Byrd a pilot Bernt Balchen, spolu s dalšími třemi muži na palubě, dosáhli mezi 28. a 29. listopadem 1929 poprvé letecky jižní točny.
Jediný vyrobený 4-AT-C (výr. č. 47) byl poháněn jedním motorem Pratt & Whitney Wasp o výkonu 294 kW a dvěma Wright J-4 pod křídlem.
Tři exempláře nesly označení 4-AT-D, které se odlišovaly různými verzemi motorů.
Stroje 4-AT-E poháněly tři motory Wright J-6 o výkonu 220 kW, u armády nesly označení C-9. 
Poslední byl vyroben v červenci 1931, šlo o jediný kus v provedení 4-AT-F (EC-RRA), vyrobený pro madridskou společnost CLASSA.

## Specifikace (4-AT-E)

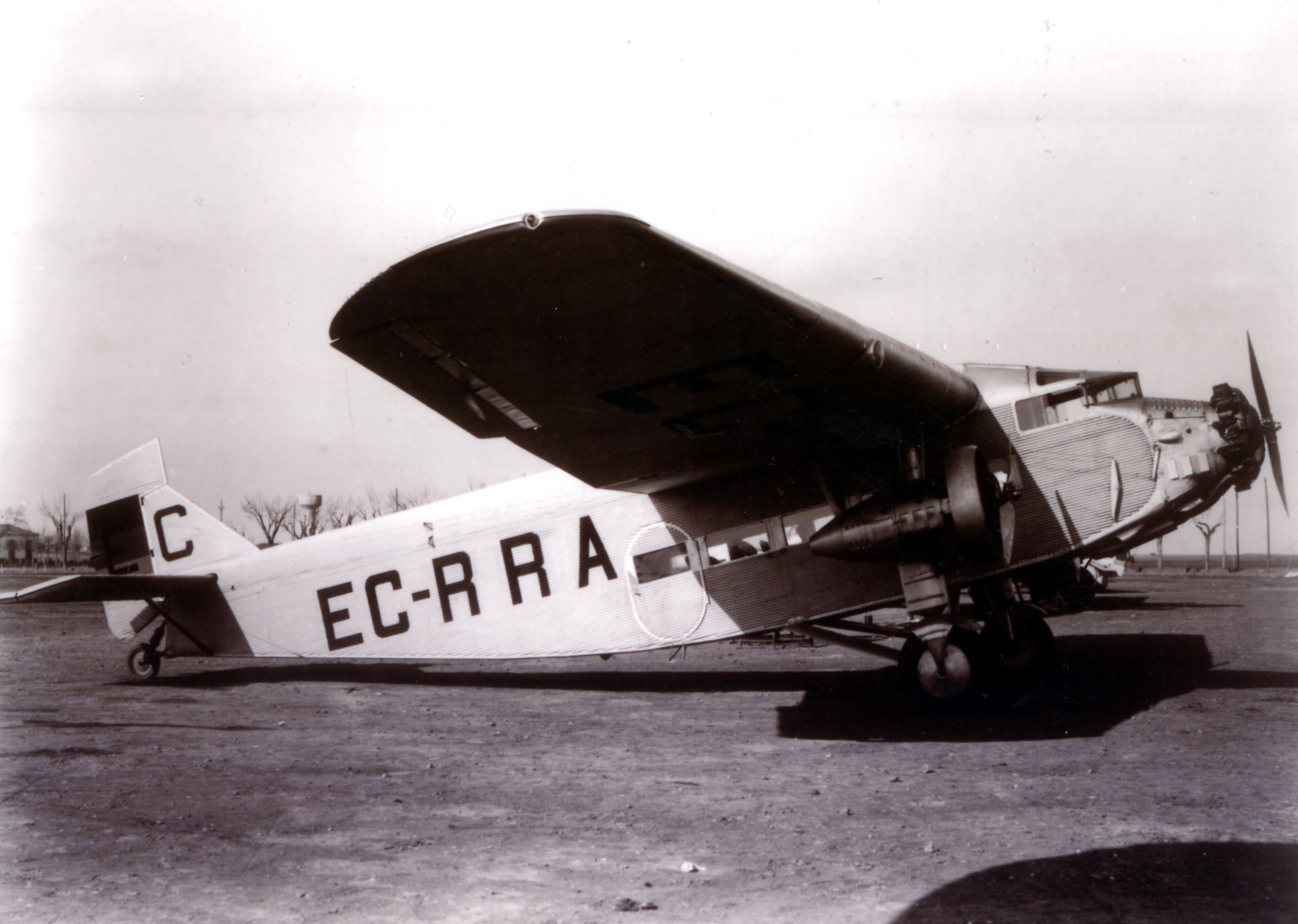
Ford 4-AT-F (EC-RRA)

Data podle: Němeček, Týc

### Technické údaje
- Posádka: 2
- Kapacita: 11–12 cestujících
- Rozpětí: 22,54 m
- Délka: 15,18 m
- Výška: 3,58 m
- Nosná plocha: 72,92 m²
- Plošné zatížení: 62,98 kg/m²
- Hmotnost prázdného stroje: 2950 kg
- Vzletová hmotnost: 5000 kg
- Pohonná jednotka: 3 × hvězdicový motor Wright J-6
- Výkon motoru: 300 hp (224 kW)

### Výkony
- Maximální rychlost: 209 km/h
- Cestovní rychlost: 172 km/h
- Stoupavost: 4,7 m/s
- Čas výstupu na 2195 m: 10 min
- Dostup: 5000 m
- Dolet: 917 km